# Валіщево
Валі́щево (рос. Валищево) — присілок у складі Подольського міського округу Московської області, Росія.

## Населення
Населення — 99 осіб (2010; 80 у 2002).
Національний склад (станом на 2002 рік):
- росіяни — 89 %